# 侏儒锷弄蝶
侏儒锷弄蝶（Pygmy Scrub-hopper）是弄蝶科的一种蝴蝶。分佈於東洋界。毛虫以细毛鸭嘴草（Ischaemum indicum）为食。